# Ackawanaje
Ackawanaje (biał. Ацкаванае; ros. Оцкованое, Ockowanoje) – wieś na Białorusi, w obwodzie homelskim, w rejonie żytkowickim, w sielsowiecie Rudnia, nad Skrepicą, przy granicy Rezerwatu Krajobrazowego Środkowa Prypeć.

## Historia
Wieś powstała w czasach sowieckich. Od 1991 położona jest w niepodległej Białorusi.